# Musaranya de Pinedapa
La musaranya de Pinedapa (Crocidura levicula) és una espècie de musaranya endèmica d'Indonèsia.